# Rehana (île)
Rehana était une île des îles Salomon, archipel d'Océanie, inhabitées mais végétalisées, englouties en 2002 par la montée des eaux.

## Géographie et histoire
Rehana était située à 8°S et 159°E. Sa superficie était encore de 38 330 m2 en 1947 et 21 800 m2 en 1962. Elle fut engloutie par les eaux de la mer des Salomon dans le courant de l'année 2002, tout comme plusieurs autres îles de la région, telles que Rapita, Kakatina et Zollies.
Depuis le Moyen Âge et jusqu'à son engloutissement, elle servit de lieu d'escale aux pêcheurs et commerçants, et notamment à certains marchands philippins qui commerçaient avec la Papouasie. En atteste la signification de son nom "séjour" en hindi, une langue minoritaire aux Philippines.

## En art
L'éphémérité de cette île a inspiré des artistes du land art, tel que Teruhisa Suzuki, un artiste japonais qui travaille en plein air, pour être au plus près de la nature. [réf. nécessaire]